# Braojos de la Sierra
Braojos é um município da Espanha
na província e comunidade autónoma de Madrid, de área 25 km² com população de 182 habitantes (2008) e densidade populacional de 7,28 hab./km².

## Demografia
| Variação demográfica do município entre 1991 e 2008 | Variação demográfica do município entre 1991 e 2008 | Variação demográfica do município entre 1991 e 2008 | Variação demográfica do município entre 1991 e 2008 | Variação demográfica do município entre 1991 e 2008 |
| --------------------------------------------------- | --------------------------------------------------- | --------------------------------------------------- | --------------------------------------------------- | --------------------------------------------------- |
| 1991                                                | 1996                                                | 2001                                                | 2004                                                | 2008                                                |
| 129                                                 | 155                                                 | 177                                                 | 191                                                 | 182                                                 |